# Louder than Words
Louder than Words és el títol d'una cançó de l'àlbum The Endless River del grup britànic de rock progressiu Pink Floyd. Els autors d'aquesta peça són David Gilmour i Polly Samson. La cançó, amb lletres escrites per Samson per acompanyar una composició per Gilmour, va ser gravada originalment per la banda britànica com a pista de tancament del seu quinzè àlbum d'estudi, The Endless River. La pista, que té les seves arrels en les sessions de 1993 per a l'anterior àlbum d'estudi de la banda, The Division Bell, compta amb una aparició pòstuma per l'exteclista i membre fundador de Pink Floyd, Richard Wright, i una aparició del quartet de corda electrònic Escala. "Louder than Words" és l'única cançó a l'àlbum cantada pel vocalista Gilmour.

## Llista de cançons
| 1. | «Louder than Words» (radio edit) | David Gilmour, Polly Samson | 4:40 |